# 铁列乌特人
铁列乌特人（Teleut）是西伯利亚突厥人的一支，分布在俄羅斯的科麦罗沃州。根據2002年人口普查，他們在俄羅斯境內的人口有2650人。他们与阿尔泰人有关，語言也與突厥語族阿爾泰語有關。他們的名解铁勒。在中国境内有50至70人，说北阿尔泰语（atv），分布于阿勒泰。